# Communauté rurale de Tattaguine
La communauté rurale de Tattaguine est une communauté rurale du Sénégal située à l'ouest du pays, au sud de Dakar.
Elle fait partie de l'arrondissement de Tattaguine, du département de Fatick et de la région de Fatick.
Lors du dernier recensement, la CR comptait 22 561 personnes et 2 552 ménages.